# Cantares mexicanos
Cantares mexicanos es el título de una colección de poemas cantados, originalmente escritos en lengua náhuatl por informantes originarios de México-Tenochtitlan, y recogidos en el siglo XVI por fray Bernardino de Sahagún. Ningún manuscrito presenta el nombre del autor o los autores de los textos, por lo cual se supone, que se trata de poemas líricos extraídos de una antigua tradición oral.
Los Cantares se componen de 85 folios (hojas escritas en ambas caras sin enumeración), en que aparecen textos poéticos que tratan de una amplia variedad temática, incluyendo aspectos de la naturaleza, la vida cotidiana, la guerra, la existencia, la muerte, la belleza del canto y de las flores, y la sexualidad. El escritor José María Vigil descubrió dichos materiales alrededor de 1889, como parte del acervo de la Biblioteca Nacional de México; a partir de entonces los Cantares fueron estudiados por los eruditos, de manera fragmentaria. No fue sino hasta mediados del siglo XX, cuando Ángel María Garibay Kintana hizo una traducción de los folios al español, con comentarios analíticos. Posteriormente la UNAM llevó a cabo una revisión exhaustiva de los documentos, enmendando la traducción de Garibay, y elaborando una edición crítica por un grupo de especialistas bajo la dirección de Miguel León-Portilla. Esta última edición, que data de 2011, es la que se considera vigente. Esta edición es bilingüe y se reúne en dos tomos; los textos se encuentran en su idioma original y en español. Cuenta con un prólogo de Guadalupe Curiel, un texto del propio León-Portilla y estudios para una aproximación sobre el ritmo y medida de cómo se supone que se cantaban las personas indígenas.

## Acompañamiento instrumental
Se cree que los Cantares mexicanos eran tradicionalmente acompañados por ritmos de teponaztli y posiblemente de huéhuetl. Esta conjetura se basa en el hecho de que muchos de los manuscritos presentan, al comienzo, fórmulas silábicas del tipo ti, to, qui, co, con las cuales se elaboran prosodias instrumentales que se supone servían para la memorización de los Cantares. Se ignora, sin embargo, cuál era la función exacta de dichas fórmulas y si servían como pie para un acompañamiento instrumental más complejo, con varios instrumentos tocando simultáneamente (como se observa, por ejemplo, en distintos códices prehispánicos como el Borgia, el Borbónico, o el Florentino). Este último, una versión de la Historia general de las cosas de Nueva España elaborada por el mismo Sahagún, presenta interesantes coincidencias así como información complementaria que confirma la autenticidad y complejidad de los Cantares mexicanos. En el Códice Florentino hay incluso ilustraciones que pueden ser asociadas a la música instrumental y vocal de estos textos, si bien son insuficientes para hacer una recreación histórica, fidedigna del sistema poético-instrumental en su conjunto.

## Géneros incluidos
Los Cantares mexicanos incluyen géneros poéticos dramatizados y musicalizados, con temática específica. Dentro de ellos se encuentran: yaocuicatl (cantares de guerra): "...en la cual se evoca la lucha que emprendieron los mexicas en contra de Chalco hacia 1460. Entre otros, Motecuhzoma y Nezahualcóyotl son exaltados. En el canto se alude a los guerreros como flores que se esparcen y alegran al Dador de la vida, en este caso el Sol." Xopancuicatl (cantares de primavera): "canto de tiempo de verdor." Icnocuicatl (cantares tristes que deploran la Conquista de México), cococuicatl (cantares de amor y lamentación), xochicuicatl (cantares de ingenio verbal, muchas veces con contenido filosófico-existencial), y cuecuechcuicatl (cantares de travesuras o eróticos), entre otros. El cuecuechcuicatl que está identificado claramante se intitula Xochicuicatl cuecuechtli y ha sido estudiado a partir de 1989 por el filólogo, semiólogo e historiador Patrick Johansson, del Instituto de Investigaciones Históricas de la UNAM. En 2011 Xochicuicatl cuecuechtli fue convertido en guion escénico y partitura musical por el compositor Gabriel Pareyón, investigador del CENIDIM; dicha partitura fue recibida por la crítica especializada como “la primera ópera moderna en lengua nahuatl”, y que emplea únicamente instrumentos musicales de origen ancestral mexicano. Sin embargo se trata propiamente de un cuicatl, canto-baile ritual, de carácter filosófico-existencial, y no propiamente de una “ópera” (palabra italiana que significa “obra”), género inventado en Italia (Florencia) varias décadas después del primer contacto con México.
Los géneros propiamente serían, según los aportes de Garibay: " Uno es el de la celebración de los gobernantes, héroes y guerreros, al igual que sus hazañas y otras realizaciones. Empleando una designación europea, diríase que integran una poesía épica. Un segundo género comprende la lírica, teñida con gran frecuencia de ideas y sentimientos religiosos. En estos cantares afloran expresiones personales de alegría y tristeza, amistad y honda reflexión. Un tercer género va más allá y en él se da entrada a preocupaciones que angustian al hombre, sentimientos de orfandad y especulaciones que tocan cuestiones que bien pueden calificarse de metafísicas o, más ampliamente, filosóficas."

## Traducción a otros idiomas
Además del original en náhuatl y de la traducción al español, existe una traducción paleográfica de los Cantares en inglés, publicada en 1985 por el historiador y antropólogo John Bierhorst, bajo el título Cantares Mexicanos: Songs of the Aztecs, acompañado por un diccionario analítico y explicativo.

## Edición crítica
Fue publicada en el 2011 y es considerada la edición vigente. Esta edición es bilingüe y se reúne en dos tomos, el primero cuenta con un prólogo de Guadalupe Curiel y un texto de Miguel León-Portilla. El segundo, contiene los cantos; estos se encuentran en su idioma original (náhuatl) y en español.  
En la parte crítica se afirma que: "El estudio de la escritura puede revelar la filiación de manuscritos y en muchos casos fijar la paternidad de ellos." También se encuentra una descripción de la estructura física de los manuscritos: " Sobre la estructura, hay que resaltar que el códice está elaborado en pliegos de papel de hilo en cuarto menor. Las medidas actuales son de 230 x 150 mm."  En ese sentido se agrupan análisis de la tinta y de la manera de organizar los folios, de esta última se dice que: "también aporta pequeñas luces sobre la historia del manuscrito pues son varias las que aparecen en él."